# Священна Конґреґація обрядів
Конґреґа́ція обря́дів, або Свяще́нна Конґреґа́ція обря́дів; повна назва — Конґреґа́ція Свяще́нних обря́дів і церемо́ній (лат. Congregatio pro Sacri Ritibus et Caeremoniis) — конґреґація Римської курії, яка відала питаннями літургійної практики латинського обряду Римо-Католицької Церкви у період з 11 лютого 1588 року до 8 травня 1969 року.

## Історія
Конгрегацію обрядів створив 11 лютого 1588 року Папа Сікст V апостольською конституцією Immensa Aeterni Dei від 22 січня 1588 року, в ході повної реорганізації Римської Курії, головні установи якої — конґреґації — проіснували до нашого часу.
8 травня 1969 року Папа Римський Павло VI своєю апостольською конституцією об'єднав Sacra Rituum Congregatio і Конгрегацію дисципліни таїнств (утворена 29 червня 1908 Апостольською конституцією Папи Пія X Sapienti Consilio).
Тепер ці функції виконує Конґреґація Богослужіння і дисципліни Таїнств (лат. Congregatio de Cultu Divino et Disciplina Sacramentorum), яка формально повторно розділена на Конґреґацію Таїнств (лат. Congregatio de Sacramentis) і Конґреґацію Богослужіння (лат. Congregatio de Cultu Divino), якими за сумісництвом керує один і той самий префект.

## Кардинали-префектиКонгрегації з кінцяXVIII століття
- Flavio Chigi (12 лютого 1759 — 12 липня 1771; до смерті);
- Маріо Компаньйоні Марефоскі (1771 — 23 грудня 1780; до смерті);
- Джованні Аркінто (1781 — 9 лютого 1799; до смерті);
- Джуліо Марія делла Сомалья (30 жовтня 1800 — 20 травня 1814; призначений секретарем Верховної Священної Конгрегації Римської і Вселенської Інквізиції);
- it:Giorgio Doria Pamphilj Landi (10 лютого 1821 — 16 листопада 1837; до смерті);
- it:Carlo Maria Pedicini (1837 — 19 листопада 1843; до смерті);
- Людовіко Мікара (28 листопада 1843 — 1 травня 1844, призначений префектом Священної Конгрегації Церемониалу);
- Луїджі Емануеле Ніколо Ламбрускіні (8 червня 1847 — 12 травня 1854; до смерті);
- Константіно Патріці Наро (27 червня 1854 — 10 жовтня 1860 призначений секретарем Верховної Священної Конгрегації Римської і Вселенської Інквізиції);
- it:Luigi Maria Bilio (20 грудня 1876 — 18 жовтня 1877, перехід до Римської курії);
- it:Tommaso Maria Martinelli (18 жовтня 1877 — 15 липня 1878, призначений префектом Римської курії);
- it:Domenico Bartolini (15 липня 1878 — 15 січня 1886, перехід до Римської курії);
- it:Angelo Bianchi (15 листопада 1887 — 22 січня 1889; до смерті);
- it:Carlo Laurenzi (14 березня 1889 — 2 листопада 1895; до смерті);
- it:Camillo Mazzella (15 червня 1897 — 26 березня 1900; до смерті);
- it:Gaetano Aloisi Masella (3 жовтня 1899 — 22 листопада 1902; до смерті)
- Доменіко Феррата (23 жовтня 1900 — 27 жовтня 1902; призначений префектом Римської курії);
- it:Serafino Cretoni (7 січня 1903 — 3 лютого 1909; до смерті);
- it:Luigi Tripepi (7 січня 1903 — 29 грудня 1906; до смерті);
- Себастьяно Мартінеллі (8 лютого 1909 — 4 липня 1918; до смерті);
- Шипіоне Теккі (8 листопада 1914 — 7 лютого 1915; до смерті);
- Антоніо Віко (11 лютого 1915 — 25 лютого 1929; до смерті);
- Камілло Лауренті (12 березня 1929 — 6 вересня 1938; до смерті);
- Карло Салотті (14 вересня 1938 — 24 жовтня 1947; до смерті);
- Клементе Мікара (11 листопада 1950 — 26 січня 1953; до відставки);
- Гаетано Чиконьяні (7 грудня 1953 — 5 лютого 1962; до смерті);
- Аркадіо Марія Ларраона Саралегі (12 лютого 1962 — 9 січня 1968; до виходу на пенсію);
- Бенно Вальтер Гут (8 січня 1968 — 7 травня 1969 призначений префектом щойно створеної Конґреґації Богослужіння і дисципліни Таїнств).

## Виноски
1. ↑  Profil der Kongregation für die Selig- und Heiligsprechungsprozesse (dt.) auf vatican.va
2. ↑  Apostolische Konstitution Sacra Rituum Congregatio (lat.) auf vatican.va